# 512.º Batallón Antiaéreo Pesado
El 512.º Batallón Antiaéreo Pesado (512. schwere-Flak-Abteilung (o)) fue una unidad de la Luftwaffe durante la Segunda Guerra Mundial.

## Historia
Fue formado el 26 de agosto de 1939 en Berlín con componentes del I Grupo/51.º Regimiento Antiaéreo, con 1. - 4. Baterías (1. - 4. pesadas). Hasta julio de 1942 conocido como 512.º Batallón Antiaéreo de Reserva. La 5.º Bat./512.º Batallón Antiaéreo de Reserva (batería ligera) fue formada en 1940. Después en 1941 la 4.º Bat./512.º Batallón Antiaéreo de Reserva fue reformada como la 5.º Bat./495.º Batallón Antiaéreo de Reserva (como batería ligera).
Reorganizado como Batallón Pesado en 1942:
- 4.º Bat./512.º Batallón Antiaéreo Pesado fue reformada como la 4.º Bat./743.º Batallón Ligero Antiaéreo (o) y
- 5.º Bat./512.º Batallón Antiaéreo Pesado como la 4.º bat./785.º Batallón Antiaéreo Ligero

La 5.º Bat./512.º Batallón Antiaéreo Pesado fue formada en 1943. En 1944 la 3.º bat. y la 5.º Bat./512.º Batallón Antiaéreo Pesado fueron disueltas y reformadas (3.º Bat. desde 10403.ª Batería Antiaérea Pesada z.b.V., 5.º Bat. desde 10421.ª Batería Antiaérea Pesada  z.b.V.). Después en 1944 la 2.º Bat./512.º Batallón Antiaéreo Pesado fue reformada como la 3.º Bat./656.º Batallón Antiaéreo Mixto.

## Servicios
- 1939: del XI Comando Administrativo Aéreo.
- 1940: en Leverkusen.
- mayo de 1942 – agosto de 1942: en Leverkusen.
- 1 de noviembre de 1943: en Leverkusen bajo la 7.ª División Antiaérea (47.º Regimiento Antiaéreo).
- 1 de enero de 1944: en Leverkusen bajo la 7.ª División Antiaérea (47.º Regimiento Antiaéreo).
- 1 de febrero de 1944: en Leverkusen bajo la 7.ª División Antiaérea (47.º Regimiento Antiaéreo).
- 1 de marzo de 1944: en Leverkusen bajo la 7.ª División Antiaérea (47.º Regimiento Antiaéreo).
- 1 de abril de 1944: en Leverkusen bajo la 7.ª División Antiaérea (47.º Regimiento Antiaéreo).
  - En Düsseldorf bajo la 4.ª División Antiaérea (24.º Regimiento Antiaéreo) (2.º Bat./512.º Batallón Antiaéreo Pesado).
- 1 de mayo de 1944: en Leverkusen bajo la 7.ª División Antiaérea (47.º Regimiento Antiaéreo).
  - En Pilsen bajo la 24.ª División Antiaérea (184.º Regimiento Antiaéreo) (2.º Bat./512.º Batallón Antiaéreo Pesado).
- 1 de junio de 1944: en Leverkusen bajo la 7.ª División Antiaérea (47.º Regimiento Antiaéreo) (1.º Bat., 3.º Bat., 4.º Bat./512.º Batallón Antiaéreo Pesado).
  - En Pilsen bajo la 24.ª División Antiaérea (184.º Regimiento Antiaéreo) (2.º Bat./512.º Batallón Antiaéreo Pesado).
- 1 de julio de 1944: en Colonia bajo la 7.ª División Antiaérea (14.º Regimiento Antiaéreo) (1.º Bat., 3.º Bat./512.º Batallón Antiaéreo Pesado).
  - En Pilsen bajo la 24.ª División Antiaérea (184.º Regimiento Antiaéreo) (2.º Bat./512.º Batallón Antiaéreo Pesado).
- 1 de agosto de 1944: en Colonia bajo la 7.ª División Antiaérea (14.º Regimiento Antiaéreo) (Grupo de Plana Mayor, 1.º Bat., 3.º Bat., 4.º Bat./512.º Batallón Antiaéreo Pesado).
- 1 de septiembre de 1944: en Brühl bajo la 7.ª División Antiaérea (144.º Regimiento Antiaéreo) (Grupo de Plana Mayor, 1.º Bat., 4.º Bat./512.º Batallón Antiaéreo Pesado).
- 1 de octubre de 1944: en Brühl bajo la 7.ª División Antiaérea (144.º Regimiento Antiaéreo) (Grupo de Plana Mayor, 1.º Bat., 4.º Bat./512.º Batallón Antiaéreo Pesado).
- 1 de noviembre de 1944: en Brühl bajo la 7.ª División Antiaérea (144.º Regimiento Antiaéreo) (Grupo de Plana Mayor, 1.º Bat., 4.º Bat./512.º Batallón Antiaéreo Pesado).
- 1 de diciembre de 1944: en Colonia bajo la 7.ª División Antiaérea (14.º Regimiento Antiaéreo) (Grupo de Plana Mayor, 1.º Bat., 3.º Bat., 5.º Bat./512.º Batallón Antiaéreo Pesado).